# Александар Филипович
Александар Филипович (серб. Александар Филиповић; нар. 20 грудня 1994, Лесковац, СР Югославія) — сербський футболіст, захисник белградського «Партизана».

## Клубна кар'єра
Народився в сербському містечку Лесковац. Футболом розпочав займатися в місцевому клубі «Дубочиця», перший тренер — Любиша Стефанович. У 14-річному віці приєднався до молодіжної академії «Ягодина». За першу команду клубу дебютував у 16-річному віці, 21 травня 2011 року в переможному (4:2) виїзному поєдинку сербського чемпіонату проти «Рада». Александар вийшов на поле в другому таймі, замінивши Милоша Стояновича. Чотири дні по тому вийшов на поле в стартовому складі в поєдинку проти «Бораца» (Чачак). Протягом двох наступних сезонів за першу команду не грав, зрідка з'являючись лише на лаві запасних. Починаючи з сезону 2013/14 років став стабільним гравцем основного складу, зігравши 18 матчів у сербській Суперлізі, здебюільшого на позиції лівого захисника. того сезону допоміг своєму клубу дійти до фіналу кубку Сербії, в якому «Ягодина» поступилася «Воєводині» Також виходив на поле в стартовому складі в двох поєдинках Ліга Європи проти «ЧФР Клуж», за підсумками яких сербський клуб вибув з турніру. Після цього зіграв ще 23 матчі в чемпіонаті країни, а з другої частини сезону виступав з капітанською пов'язкою. Дебютним голом у дорослому футболі відзначився 2 листопада 2014 року в поєдинку проти «Доні Срем». У сезоні 2015/16 років зіграв 35 матчів у чемпіонаті Сербії, проте не зміг допомогти «Ягодині» уникнути пониження в класі.
Влітку 2016 року перебрався у «Вождовац», де швидко став основним гравцем. Зіграв 26 матчів у Суперлізі, в яких відзначився 1 голом (8 березня 2017 року у воротах «Нові Пазар»). У першій частині сезону 2017/18 років зіграв 20 матчів, в яких відзначився 3-а голами.
У лютому 2018 року перейшов у білоруський БАТЕ. У складі борисовської команди швидко став основним правим захисником. Також використовувався на позиції центрального та лівого захисника. Протягом сезону відзначився 4-а результативними передачами та 1 голом (13 червня 2018 року у воротах «Гомеля»). Учасник програного поєдинку Кубку Білорусі проти «Динамо-Берестя».
Влітку 2018 року зіграв 6 матчів у кваліфікаційних раундах Ліги чемпіонів, проте у раунді плей-оф борисовський клуб програв ПСВ. Після вильоту з Ліги чемпіонів БАТЕ отримав путівку до групового етапу Ліги Європи, де Александар зіграв у 5-и з 6-и матчах борисівського клубу (в першому матчі, проти «МОЛ Віді» отримав червону картку). БАТЕ посів друге місце в своїй групі, пропустивши на перше місце лише «Челсі». Проте в 1/8 фіналу білоруси поступилися майбутньому фіналісту турніру, лондонському «Арсеналу». У вересні 2019 року продовжив контракт з БАТЕ.

## Кар'єра в збірній
У 2011 році виступав за юнацьку збірну Сербії U-17 у фінальному раунді чемпіонату Європи. Влітку 2013 року став чемпіоном Європи серед юніорських команд (U-19) та зіграв 90 хвилин у всіх 5 матчах своєї команди.
У 2014-2017 років виступав за молодіжну збірну Сербії, виступав на чемпіонаті Європи 2017 року. У листопаді 2017 року Младен Крстаїч викликав Філілповича до національної збірної Сербії на товариський матч проти Південної Кореї, але на футбольне поле так і не вийшов.

## Статистика виступів

### Клубна
Станом на 5 жовтня 2018
| Клуб              | Сезон             | Ліга  | Ліга | Кубок | Кубок | Континентальні | Континентальні | Загалом | Загалом |
| Клуб              | Сезон             | Матчі | Голи | Матчі | Голи  | Матчі          | Голи           | Матчі   | Голи    |
| ----------------- | ----------------- | ----- | ---- | ----- | ----- | -------------- | -------------- | ------- | ------- |
| «Ягодина»         | 2010–11           | 2     | 0    | 0     | 0     | —              | —              | 2       | 0       |
| «Ягодина»         | 2011–12           | 0     | 0    | 0     | 0     | —              | —              | 0       | 0       |
| «Ягодина»         | 2012–13           | 0     | 0    | 0     | 0     | 0              | 0              | 0       | 0       |
| «Ягодина»         | 2013–14           | 18    | 0    | 5     | 0     | 0              | 0              | 23      | 0       |
| «Ягодина»         | 2014–15           | 23    | 1    | 3     | 0     | 2              | 0              | 28      | 1       |
| «Ягодина»         | 2015–16           | 35    | 1    | 2     | 0     | —              | —              | 37      | 1       |
| «Ягодина»         | Загалом           | 78    | 2    | 10    | 0     | 2              | 0              | 90      | 2       |
| «Вождовац»        | 2016–17           | 26    | 1    | 3     | 0     | —              | —              | 29      | 1       |
| «Вождовац»        | 2017–18           | 20    | 3    | 1     | 0     | —              | —              | 21      | 3       |
| «Вождовац»        | Загалом           | 46    | 4    | 4     | 0     | —              | —              | 50      | 4       |
| Усього за кар'єру | Усього за кар'єру | 124   | 6    | 14    | 0     | 2              | 0              | 140     | 6       |

## Титули і досягнення

### Клубні
«Ягодина»
- Кубок Сербії
  -  Фіналіст (1): 2013/14

БАТЕ
- Білоруська футбольна вища ліга
  -  Чемпіон (1): 2018
  -  Срібний призер (1): 2019

- Кубок Білорусі
  -  Володар (2): 2019/20, 2020/21

- Суперкубок Білорусі
  -  Володар (1): 2022

### Збірна
- Юнацький чемпіонат Європи (U-19)
  -  Чемпіон (1): 2013